# Тахионная конденсация
В физике тахио́нная конденса́ция — процесс, в котором тахионное поле — обычно скалярное поле — чисто мнимой массы порождает конденсат и достигает минимума потенциальной энергии. Хотя поле является тахионным (и нестабильным) возле начальной точки — максимума потенциала, оно приобретает неотрицательную массу (и становится стабильным) возле минимума.
Появление тахионов может быть смертельной проблемой для любой теории: хотя понятие мнимой массы сомнительно, скалярное поле здесь действительно квантуется, и выясняется, что для случая нестабильного скалярного поля информация всё же не распространяется со сверхсветовой скоростью. На самом деле, мнимая масса означает, что система нестабильна, и решения растут экспоненциально, но не со сверхсветовой скоростью, то есть без нарушения причинности. Тахионная конденсация приводит физическую систему в стабильное состояние, где не присутствуют физические тахионы.
Механизм Хиггса, который спонтанно нарушает электрослабую симметрию, может быть рассмотрен как простой пример тахионной конденсации.

## Тахионная конденсация в теории струн
В конце 1990-х годов индийский струнный теоретик Ашок Сен предположил, что тахионы, переносимые открытыми струнами, привязанными к D-бранам, в теории струн отражают нестабильность D-бран, что касается их полной аннигиляции. Общая энергия, которую переносят эти тахионы, была вычислена в полевой теории струн — она оказалась согласованной с общей энергией D-бран. Эта и другие проверки подтвердили справедливость предположения Сена. Таким образом теория тахионов получила второе рождение в начале 2000-х.
Свойства тахионов замкнутых струн более сложны, и первые шаги к пониманию их судьбы сделаны Адамсом, Полчински и Зильверштейном для случая тахионов закрученных замкнутых струн. Судьба тахионов замкнутых струн в 26-размерной теории бозонных струн остаётся неизвестной.